# Marie-Chantal Depetris-Demaille
Marie-Chantal Depetris-Demaille, née le 17 décembre 1941 à Saint-Fraimbault (Orne) et morte le  18 février 2025 à Avignon (Vaucluse), est une escrimeuse française.
Elle dispute les Jeux olympiques d'été de 1964, 1968 et 1972. Elle devient championne du monde en individuel à Vienne en 1971, et bien plus tard en 2012, double championne du monde (épée et fleuret) en catégorie vétéran.

## Biographie
Née dans un milieu d'enseignants, Marie-Chantal Depetris a six frères et sœurs. Elle découvre l'escrime à l'âge de 13 ans et, dès l'année suivante, elle termine 3e du championnat de France des moins de 20 ans. La fédération refuse cependant de la faire participer aux championnats du monde au motif qu'elle est trop jeune. Elle en ressentira une vive amertume, toujours pas pardonnée plusieurs années après. Elle décide alors d'abandonner l'escrime ; son père, lui reprochant de ne pas être une assez bonne élève, lui interdit même de pratiquer le sport. Ses parents se séparent et elle souhaite alors voler de ses propres ailes. 
À 16 ans et demi, elle est reçue première au Centre régional d'éducation physique de Châtel-Guyon pour préparer une maîtrise en éducation sportive. Devenue indépendante grâce à une bourse d'études qui lui a été accordée, elle décide de reprendre l'escrime et devient à 17 ans championne de France des moins de 20 ans. 
Elle se marie et son fils Philippe naît en 1961, mais elle se sépare rapidement de son mari et devra se battre pendant plusieurs années pour obtenir le divorce et la garde de son fils. Désireuse d’un changement de vie, elle demande un poste d’enseignante à Tunis dans le cadre de la coopération. Elle croit alors avoir abandonné l'escrime, sport qui n'est pas pratiqué en Tunisie, mais elle y rencontre un maître d'armes hongrois, M. Nemeth, qui parvient à la faire revenir sur sa décision et, dans le plus grand secret, elle reprend l'entraînement.

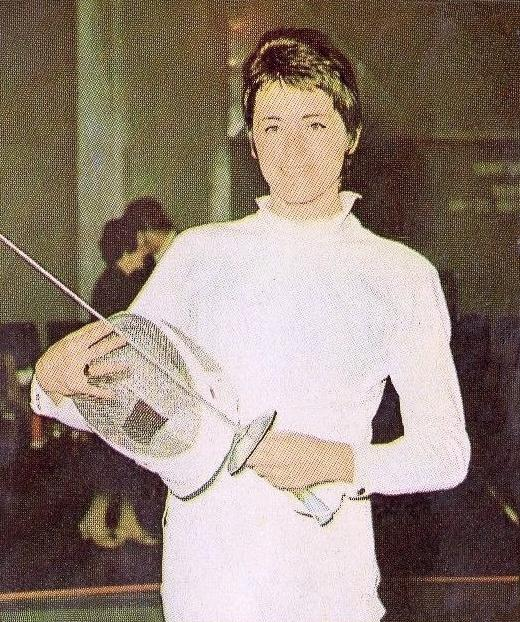
Marie-Chantal Depetris-Demaille en 1972 (JO, fleurettiste).

Elle participe à trois compétitions olympiques. Lors des jeux olympiques 1964 de Tokyo,  elle dispute le tournoi par équipes, la France terminant à la sixième place. Lors de l'édition suivante, elle termine au neuvième rang du tournoi individuel et à la quatrième place du tournoi par équipes, la France s'inclinant 47 à 45 face à la Roumanie. Quatre ans plus tard, lors des Jeux de Munich, elle termine quatrième de l'épreuve individuelle : lors du tournoi final — les épreuves se terminent par une poule finale disputée sous la forme d'un championnat — elle s'impose face à la Suédoise Kerstin Palm et la Soviétique Galina Gorokhova sur le score de quatre touches à trois, mais s'incline quatre à zéro face à la Soviétique Elena Novikova-Belova, quatre à deux face à la Hongroise Ildiko Bobis-Ferkasinszky et quatre à deux face à l'Italienne Antonella Ragno-Lonzi qui remporte le titre olympique. La France termine au sixième rang de l'épreuve par équipes.
En 1971, alors professeure d'éducation physique au lycée Jean-Bart de Grenoble, elle remporte l'épreuve individuelle du Championnat du monde disputé à Vienne en Autriche. Elle est la deuxième escrimeuse française à remporter un sacre mondial après Renée Garilhe. En 1971 également, elle remporte la médaille d'or du fleuret aux Jeux Méditerranéens à Izmir.
Elle a continué ensuite la pratique de l'escrime en compétition. En 2012, à 70 ans, elle devient championne du monde fleuret et épée dans la catégorie vétérans à Krems.
Marie-Chantal Depetris meurt à Avignon le 18 février 2025 à l'âge de 83 ans,,.

## Décoration
- Médaille d'honneur de la jeunesse et des sports, à titre exceptionnel (1966)[5]